# ۲۳ (آلبوم بلاند ردهد)
۲۳ (به انگلیسی: 23) هفتمین آلبوم استودیویی از گروهٔ موسیقی آلترناتیو راک آمریکایی بلاند ردهد می‌باشد که در ۱۰ آوریل سال ۲۰۰۷ از سوی ۴ای‌دی منتشر گردید.